# Giovanni Parente
Giovanni Parente (Ceppaloni, 18 giugno 1910 – Napoli, 20 gennaio 1982) è stato un politico italiano.

## Vita
Di famiglia di medi proprietari terrieri, si formò spiritualmente e culturalmente, presso il convento di Airola, rimanendo poi sempre fortemente legato al messaggio evangelico, al quale improntò sia l'attività politica che quella letteraria.
Conseguita la laurea in Lettere moderne, intraprese l'insegnamento.
Dopo aver partecipato alla seconda guerra mondiale come sergente maggiore d'artiglieria, aderì nell'immediato dopoguerra alla DC, di cui nel 1947 divenne segretario per la provincia di Benevento. L'anno successivo fu eletto deputato nel collegio Benevento-Avellino-Salerno con 42.115 preferenze. Membro della Commissione Istruzione e Belle Arti della Camera, svolse una attiva partecipazione ai lavori parlamentari, mostrandosi particolarmente attento e sensibile ai problemi sociali. Critico del centrismo degasperiano, fu vicino, per le sue posizioni politico-ideali, alla corrente di "Cronache sociali" e al dossettismo, la cui sconfitta al Congresso di Venezia determinò la sua successiva emarginazione politica. Avversato dai Comitati Civici e inviso alle forze di destra per il suo cristianesimo fortemente evangelico e radicato nell'impegno sociale, egli non conseguì infatti la rielezione nel 1953.
Abbandonato l'insegnamento e trasferitosi a Roma, si dedicò completamente al giornalismo stampato e radiotelevisivo, dando libera estrinsecazione della sua peculiare vena poetico-narrativa. Forti discussioni suscitò il suo romanzo I Giorni della Creta, pubblicato nel 1957, espressione della realtà sociale e dei problemi quotidiani dei lavoratori di una fabbrica di laterizi di un paese del Sannio, che venne stroncato per le sue audaci scelte politiche e morali dai Gesuiti di Civiltà Cattolica (1958, 2597).
Aderì immediatamente e con entusiasmo al rinnovamento conciliare avviato da papa Giovanni XXIII, che discusse e divulgò in dibattiti e convegni, sottolineando soprattutto la novità della Pacem in terris per il cristiano contemporaneo. Nel 1970 fondò a Benevento il Centro di Studi Sociali Euroclub '70, attraverso il quale promosse inchieste sulla condizione giovanile e sulla realtà sociale sannita, sollecitando costantemente il confronto ed il dialogo politico-culturale.

## Carriera politica
Esponente della Democrazia Cristiana, dopo essersi candidato alla Camera venne eletto deputato nella I legislatura durante il Governo De Gasperi V - VI - VII, dal 1948 al 1953 nel collegio di Benevento. Iscritto al gruppo parlamentare Democratico Cristiano dal 1º giugno 1948 al 24 giugno 1953 fu componente della VI Commissione (Istruzione e Belle Arti) fino alla fine della legislatura.